# جزم الفعل المضارع الواقع في جواب الطلب
قد يُجزم الفعل المضارع دون أن تسبقه أداة جزم، ومن هذه الأمثلة وروده في جواب الطلب، إذا استوفى أحد شروط القاعدة.

## القاعدة
يُجْزَمُ الفعلُ المضارعُ إذا وقعَ جوابًا للطَّلَبِ، كأنْ يقعَ بعدَ:
1. أمرٍ
2. نهيٍ
3. تمنٍّ
4. ترجٍّ
5. استفهامٍ
6. عرْضٍ
7. تحضيضٍ

## الأمثلة
الأفعالُ المضارعة (يخلصْ، يرفعوك، تنجحْ، تسلمْ، تحدثْنا، أتصدقْ، تَنَلْ، تزددْ، أزُرْك، تُؤْجَرْ، تجدْ، نكرمْك، نزرْ، تستفدْ) في الأمثلة القادمة كلَّها مجزومة؛ وذلك لأنها سُبِقت بطلب استوفى أحد شروط القاعدة.

### أمر
- تَوَاضَعْ للنَّاسِ يَرْفَعُوكَ.

صيغة الأمر، تحتوي على فعل أمر، يأتي جوابه فعل مضارع.

### النهي
- لا تَكْسَلْ تنجحْ.
- لا تقتربْ منَ النارِ تسْلَمْ.

صيغة النهي، تحتوي على (لا) الناهية، والتي يأتي بعدها فعل مضارع، ثم يأتي جوابه فعل مضارع.

### التمنِّي
- ليْتَكَ عندنَا تحدِّثْنَا.
- ليْتَ لي ما أتصدَّقْ بهِ.

صيغة التمنِّي، تحتوي على حرف التمنِّي (ليت)، ثم يأتي جوابه فعل مضارع.

### الترجِّي
- لعلَّكَ تحسنُ إلى الفقراءِ تَنَلْ أجرًا.
- لعلَّكَ تقرأُ تَزْدَدْ ثقافةً ومعرفةً.

صيغة الترجِّي، تحتوي على حرف الترجِّي (لعل)، ثم يأتي جوابه فعل مضارع.

### الاستفهام
- أَيْنَ تَسْكُنُ أَزُرْكَ؟
- هَلْ تفعلُ خيرًا تُؤْجَرْ؟

صيغة الاستفهام، تحتوي على أدوات الاستفهام كـ(أ) و(هل)، ثم يأتي جوابه فعل مضارع.

### العرض
- ألَا تزورُني تجدْ ما يسرُّك.
- ألَا تأتيناَ نُكْرِمْكَ.

صيغة العرض، تحتوي على حرف العرض (ألَا)، ثم يأتي جوابه فعل مضارع.

### التحضيض
- هلَّا تصاحِبُني نَزُرِ المتحفَ.
- هلَّا تدرسُ تَسْتَفِدْ.

صيغة التحضيض، تحتوي على حرف التحضيض (هلَّا)، ثم يأتي جوابه فعل مضارع.